# Criotettix saginatus
Criotettix saginatus är en insektsart som beskrevs av Bolívar, I. 1887. Criotettix saginatus ingår i släktet Criotettix och familjen torngräshoppor. Inga underarter finns listade i Catalogue of Life.